# Richard Samuel
Pour les articles homonymes, voir Samuel (homonymie) et Richard Samuel (homonymie).
Richard Samuel, né le 20 janvier 1952 à Pointe-à-Pitre (Guadeloupe), est un haut fonctionnaire français. Il a été préfet de plusieurs départements, puis nommé en 2015 inspecteur général de l'administration.

## Biographie

### Origines
Né en Guadeloupe, à Pointe-à-Pitre, le 20 janvier 1952, Richard Samuel a été élève au lycée d’État de Pointe-à-Pitre. Richard Samuel est marié et a un fils. Son épouse est notaire en Guadeloupe.

### Formation
Diplômé de l’Institut d’études politiques de Paris, licencié en histoire, il obtient un diplôme d'études approfondies (DEA) en droit public avant d'entrer à l'ENA (promotion Droits de l’homme, 1978-1981).

### Carrière professionnelle
Après quelques années passées à Paris puis au conseil général de la Guadeloupe, il est nommé sous-préfet en 1988, fonction qu'il exerce dans plusieurs sous-préfectures avant d'être nommé préfet en 2003. Il exerce cette fonction dans les départements de la Meuse, de l'Eure, de Maine-et-Loire et de l'Isère.

## Faits et déclarations
En 2005, au ministère de l'Outre-mer, il est chargé  de piloter le dispositif d'aide des victimes de la catastrophe aérienne du 16 août 2005. Il doit également gérer l'épidémie de chikungunya à La Réunion en 2006.
En mars 2009, à la fin de la grève générale des Antilles françaises, il est nommé, en conseil des ministres, préfet hors cadre pour exercer les fonctions de coordonnateur national des États généraux de l'Outre-mer,.
En novembre 2009, il est notamment amené à traiter la question de l'afflux de demandeurs d’asile en Maine-et-Loire,,. Il met également en place le schéma départemental de coopération intercommunale.
Le 23 novembre 2013, il présente la nouvelle carte cantonale de l’Isère  qui est votée par l'Assemblée départementale de l'Isère. Le Conseil d'État publie le décret no 2014-180, le 18 février 2014, validant le redécoupage cantonal du département.
En octobre 2014, il signe le 3 octobre un arrêté autorisant la SNC Roybon Cottage à réaliser le « Center Parcs du Domaine de la Forêt de Chambaran » sur la commune de Roybon (Isère) dans un espace protégé du réseau Natura 2000 : et le 17 octobre au titre de la protection des espèces protégées. Cette décision fait suite à un avis favorable du CODERST (conseil départemental de l’environnement et des risques sanitaires et technologiques) à 15 voix pour, 4 contre et 1 abstention, qui a fait le choix de ne pas suivre les conclusions de l'enquête publique menée au titre de la Loi sur l'eau (avis unanimement défavorable des trois commissaires-enquêteurs). Ce double paraphe a pour conséquence immédiate le début des travaux, ainsi que des actions de désobéissance civile d'une part, d'autre part la mise en œuvre de recours juridiques pour obtenir l'invalidation de la procédure.

## Récompenses et distinctions

### Décorations
- Officier de la Légion d'honneur Il est fait chevalier le 11 juillet 2003[23], puis est promu officier le 31 décembre 2014[24].
- Commandeur de l'ordre national du Mérite Il est chevalier le 23 septembre 1991, promu officier le 12 mai 1999[25], et commandeur le 14 mai 2010[26].
- Chevalier de l'ordre du Mérite agricole[1]
- Médaille d'honneur de l'engagement ultramarin, échelon bronze (2024)[27]